# Paraliparis brunneocaudatus
Paraliparis brunneocaudatus és una espècie de peix pertanyent a la família dels lipàrids.

## Descripció
- Fa 12,7 cm de llargària màxima.
- Nombre de vèrtebres: 66.[5]

## Hàbitat
És un peix marí, batidemersal i d'aigües fondes que viu al talús continental.

## Distribució geogràfica
Es troba a l'Índic oriental: costa occidental de Tasmània (Austràlia).

## Costums
És bentònic.

## Observacions
És inofensiu per als humans.